# Lymécycline
La lymécycline est une molécule antibiotique, de la classe des tétracyclines.

## Mode d'action
La lymécycline inhibe la synthèse protéique bactérienne par fixation au ribosome bactérien. Contre l'acné

## Contre indication
- Rétinoïdes

## Effets indésirables
- Photosensibilisation
- Coloration des dents avant 8 ans

## Spécialité contenant de la lymécycline
- Tetralysal